# Bert Broes
Bert Broes, pseudoniem van Albert Gilbert Carrein (Dozulé, 9 april 1919 — Oostende, 7 december 1997) was een Vlaams dichter en tekstschrijver.
Zijn ouders waren West-Vlamingen die tijdens de Eerste Wereldoorlog naar Frankrijk gevlucht waren. Hij werd geboren in Dozulé, in het departement Calvados. Zijn jeugd bracht Bert door in Bikschote, in de Westhoek. Later vestigde hij zich in Hasselt, daarna in Zolder. In 1982 keerde hij naar West-Vlaanderen terug: Oostende.
Bert Broes behaalde een regentaat Nederlands-Engels-Duits, maar werkte in een commerciële functie bij een koekjesfabriek (het latere General Biscuits).
Op literair gebied publiceerde hij enkele dichtbundels, zoals onder meer Allerzielen en Loutering. Hij vertaalde ook vele cursiefjes van Jos Ghysen in het Duits. Verder is hij vooral bekend geworden als tekstdichter van Miel Cools. Zijn "Boer Bavo" werd een Vlaamse klassieker. 
In zijn liederen behandelt Bert Broes het thema van het Reynaertverhaal, omgezet naar de 20e eeuw.